# Presunzione d'innocenza
La presunzione d'innocenza è un principio giuridico secondo il quale un imputato non è considerato colpevole sino a che non sia provato il contrario. Nella dottrina giuridica italiana il principio è declinato più propriamente come presunzione di non colpevolezza, perché il processo «è il mezzo mediante il quale alla presunzione d'innocenza si sostituisce quella di colpevolezza».

## Storia
Le prime teorizzazioni moderne del principio risalgono al 1764 e sono contenute nelle opere di Pietro Verri e Cesare Beccaria. Per esse, nel processo penale, la regola di giudizio impone di assolvere, se non sia stata dimostrata dall'accusa la responsabilità dell'imputato, in ordine al reato ascrittogli, al di là di ogni ragionevole dubbio. La conseguente regola trattamentale segue la condizione dell'imputato fino alla sentenza di condanna, che in alcuni ordinamenti occorre sia passata in giudicato per spiegare pienamente i suoi effetti.
Questo principio non è, sotto il profilo probatorio, una mera trasposizione del principio civilistico dell'affirmanti incumbit probatio ("la prova spetta a chi afferma"): nell'impulso del procedimento, la pretesa punitiva è fatta valere dalla pubblica accusa, per cui il principio comporta che sia sempre il pubblico ministero ad addurre le prove del reato; all'imputato basta dimostrare l'inconsistenza di queste prove per andare esente da pena.
Per converso, le teorizzazioni autoritarie hanno giudicato la presunzione di innocenza come il prodotto di una «generica tendenza favorevole ai delinquenti, frutto di un sentimentalismo aberrante e morboso, che ha tanto indebolito la repressione e favorito il dilagare della criminalità».

## Nell'ordinamento internazionale
Questo principio, come viene adottato dalla maggior parte dei paesi occidentali, è enunciato solennemente dall'art. 11 della Dichiarazione universale dei diritti umani del 1948; a livello cogente, è statuito dall'articolo 6 della CEDU e dall'articolo 48 della Carta di Nizza.
In ordine ai suoi limiti temporali, l'articolo 6, § 2 della CEDU enuncia la presunzione di innocenza di ogni persona accusata di un reato solo sino a quando «la sua colpevolezza non sia stata legalmente accertata» e, «poiché accertamento legale è anche quello contenuto nella sentenza non definitiva di condanna (di primo grado o in grado di appello), deve ritenersi che detto articolo contempli anche una sentenza del genere quale modo di accertamento legale». 
Inoltre, la Corte europea dei diritti umani «nella sentenza 10 ottobre 2000, Daktaras vs Lituania, ha statuito che la presunzione di innocenza costituisce uno dei requisiti per il giusto processo. Tale principio è violato se eventuali dichiarazioni, rilasciate a mezzo stampa, da parte di un pubblico ufficiale riguardo ad un indagato, possano lasciare intendere che egli sia colpevole prima della sentenza di condanna».
Insomma, è pacifico in dottrina soprattutto che non basta sospettare, ma per condannare serve la certezza oltre ogni ragionevole dubbio.

## Nell'ordinamento italiano
La presunzione di innocenza è prevista nella costituzione della Repubblica Italiana. Anche in Italia, quindi, dalla caduta del fascismo non è l'imputato a dover dimostrare la sua innocenza, ma è compito degli accusatori dimostrarne la colpa: l'onere della prova spetta alla pubblica accusa, rappresentata nel processo penale dal pubblico ministero.
Pur in presenza di alcune norme volte ad attribuire provvisoria esecutività alla sentenza di primo o di secondo grado, il principio impedisce di trattare da colpevole, mediante un'anticipazione della pena, colui che è ancora in attesa della sentenza definitiva di condanna. 
(articolo 27, secondo comma della Costituzione della Repubblica Italiana)
Pertanto, sino al passaggio in giudicato della condanna (confermata nell'eventuale terzo grado di giudizio della corte suprema di cassazione, a seguito del ricorso in cui sia stata ravvisata una violazione della legge nell'ambito dei procedimenti dei due gradi precedenti) l'imputato potrà essere detenuto solo ove sussistano necessità di custodia cautelare. Solo una volta esauriti tutti gli eventuali ricorsi contro la condanna inflittagli egli potrà essere considerato a tutti gli effetti un detenuto che sta scontando una pena.
Vari sono stati i tentativi di ridurre l'operatività del principio (soprattutto quando furono introdotti termini massimi di custodia cautelare anche per il periodo successivo alla sentenza di primo grado) di "non colpevolezza" sancito dalla Costituzione.
Conseguenze della presunzione d'innocenza sono i principi affermati, oltre che nella Costituzione, nella normativa che adegua il codice di procedura penale all'esigenza di assicurare un giusto processo. Essa in sintesi ribadisce:
- la parità fra accusa e difesa[12];
- il diritto della difesa a controinterrogare i testimoni;
- il diritto del cittadino di disporre di strumenti effettivi che mettano i suoi difensori in condizione di provare le sue effettive responsabilità.

### Critiche
Le critiche alla declinazione italiana della presunzione di non colpevolezza sono essenzialmente di due tipi.
Da un lato ci si è lamentato che alcune prove di tipo confessorio siano così auto-evidenti che, rese in un sistema che oramai garantisce la libera autodeterminazione dell'imputato, dovrebbero avere già l'effetto di scardinare la presunzione, al di là del giudicato formale. Secondo Gerardo D'Ambrosio, «i nostri Costituenti [...] ancorarono la presunzione di non colpevolezza al passaggio in giudicato della sentenza, praticamente al terzo grado di giudizio, perché l'allora vigente codice Rocco del 1930 prevedeva un processo squisitamente inquisitorio, in cui [...] l'esercizio del diritto di difesa era molto limitato, e non solo nella fase dell'istruttoria, ed era molto difficile, essendo la prova stata raccolta nel segreto dell'istruttoria, togliere il processo dai binari in cui era stato incardinato. La stessa struttura del processo inquisitorio e la sua forma scritta, del resto, avevano suggerito al legislatore di introdurre nel 1951 le Corti d'Assise d'Appello. Ma, a parte le sopraddette considerazioni, credo che a nessuno appaia ormai razionale che un imputato, raggiunto da prove schiaccianti, avendo magari reso anche piena confessione dinanzi al Giudice, senza che il difensore nulla abbia obiettato, possa ancora beneficiare della presunzione di non colpevolezza sino all'esito del giudizio di cassazione».
Dall'altro lato si è lamentato che talvolta esiti processuali non di merito, ma meramente di rito, ostino alla formazione di un giudicato di colpevolezza, cosa che però non dovrebbe impedire lo stigma sociale per il mancato reo: «Un conto è che uno venga assolto perché le prove dimostrano che non c'entra. Un conto è che le prove vengano meno. Tu lo devi assolvere ma non vuol dire affatto che è innocente. Se non fai il giudice ma lo storico, tu scrivi che quello è il mandante dell'omicidio, perché ci sono degli elementi ragionevoli per ritenere che sia il mandante dell'omicidio. [...] Ha conquistato una prescrizione. [...] Facciamo un caso. Il mio vicino, quello cui affido mia figlia per accompagnarla a scuola, viene accusato di essere un pedofilo. Finchè non si pronuncia la Corte di Cassazione è innocente. Ma io continuo ad affidargli mia figlia?»